# 66. ročník udílení Zlatých glóbů
Přímý přenos 65. ročníku udílení Zlatých glóbů se vysílal živě z hotelu Beverly Hilton v Beverly Hills ve státě Kalifornie v neděli 11. ledna 2009 přes televizní stanici NBC.
Nejvíce cen si domů odnesl filmový snímek Milionář z chatrče a televizní seriál John Adams, celkem 4. Herečka Kate Winsletová si domů odnesla ceny 2, a to v kategoriích nejlepší herečka (drama) a nejlepší herečka ve vedlejší roli.

## Vítězové a nominovaní

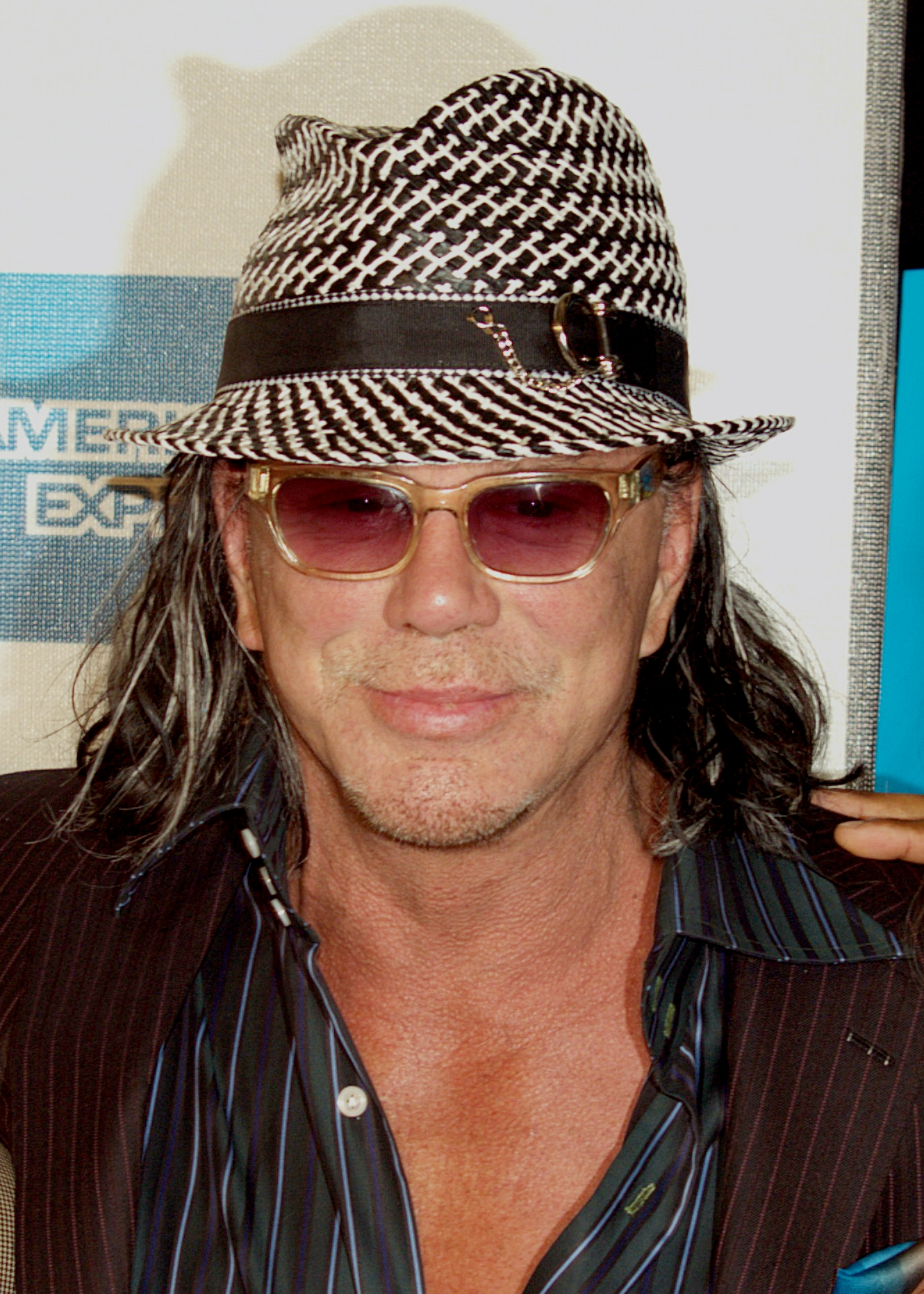
Mickey Rourke, vítěz v kategorii nejlepší mužský herecký výkon v hlavní roli (drama)

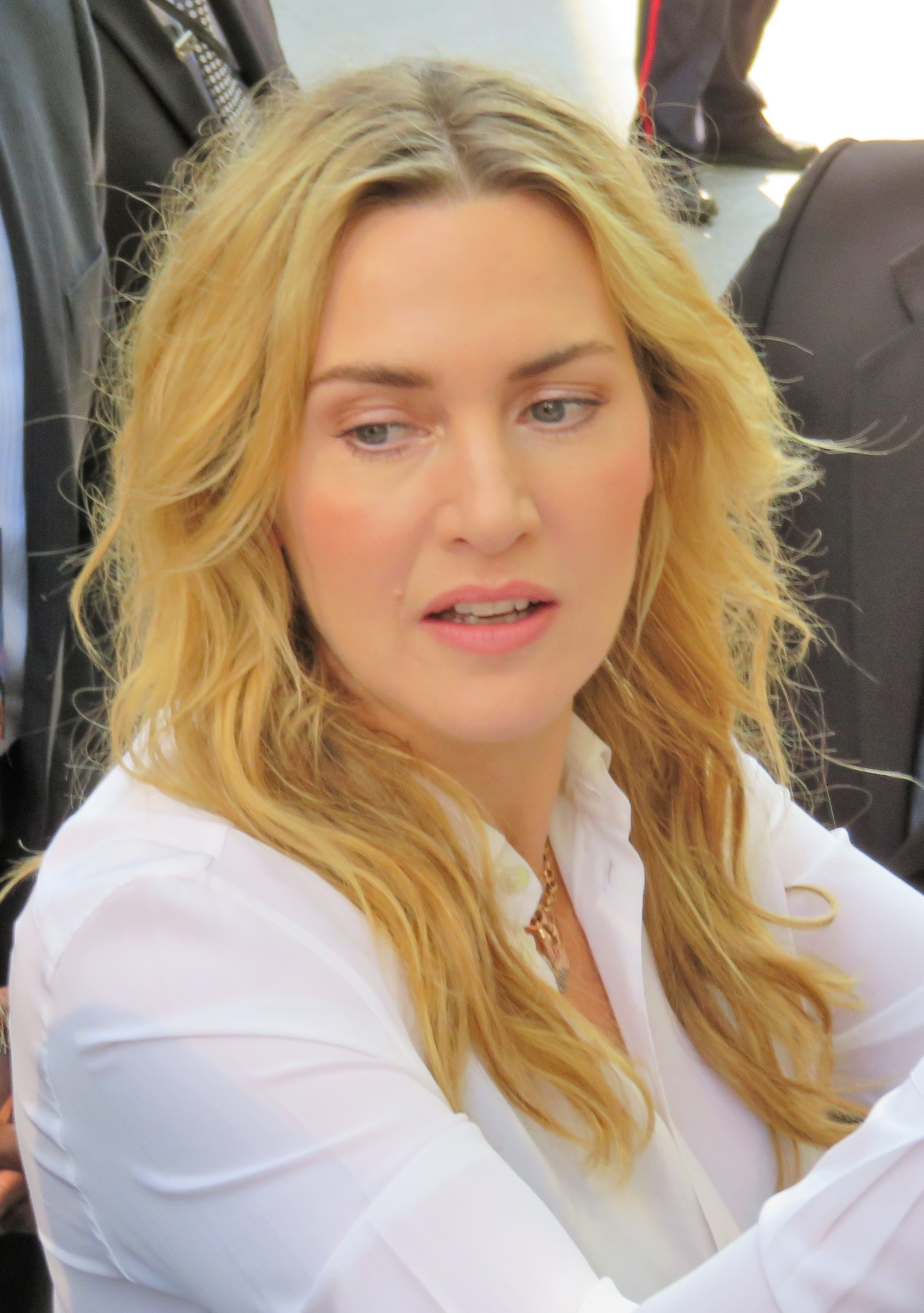
Kate Winslet, vítězka v kategorii nejlepší ženský herecký výkon v hlavní roli (drama) a nejlepší ženský herecký výkon ve vedlejší roli

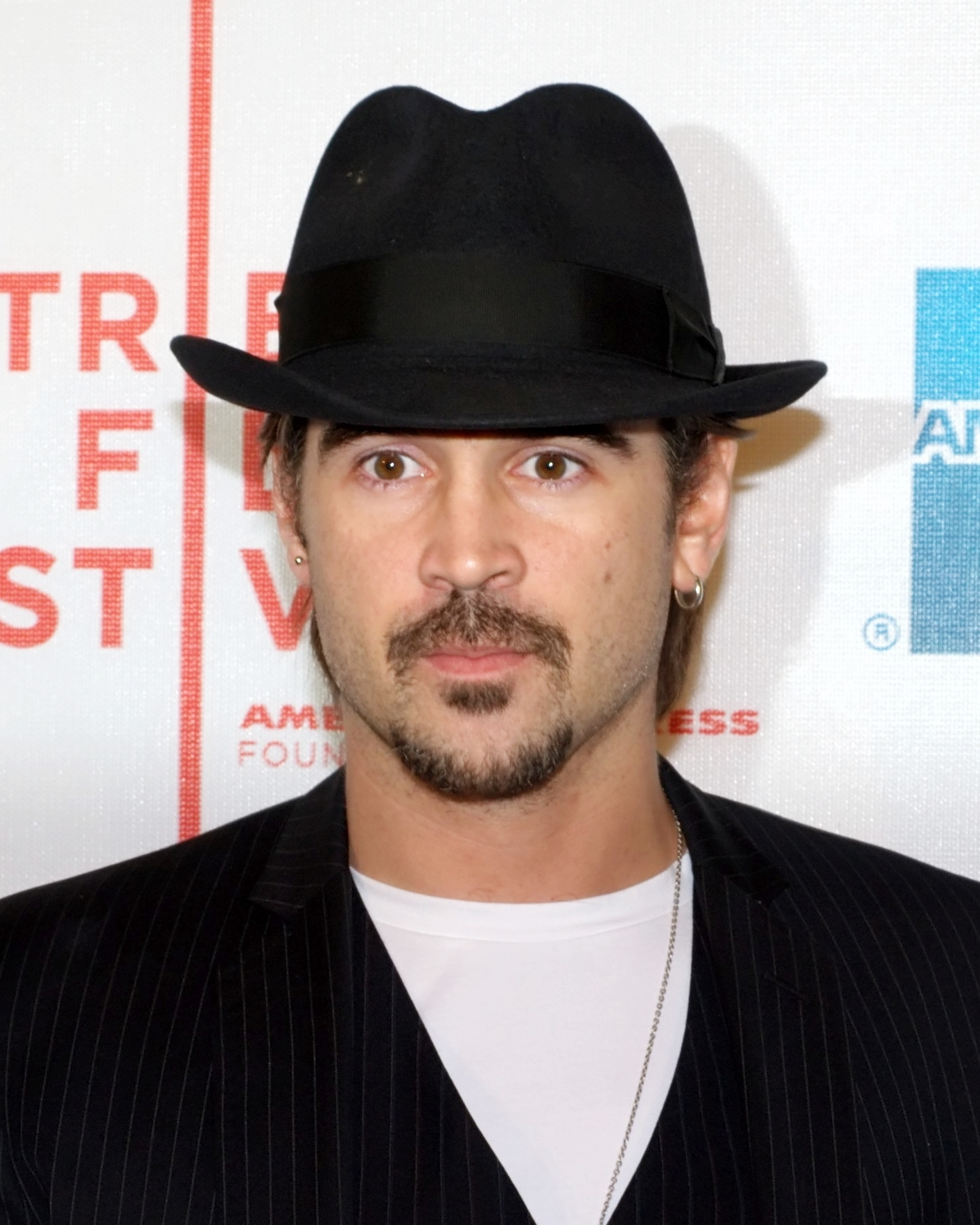
Colin Farrell, vítěz v kategorii nejlepší mužský herecký výkon v hlavní roli (komedie/muzikál)

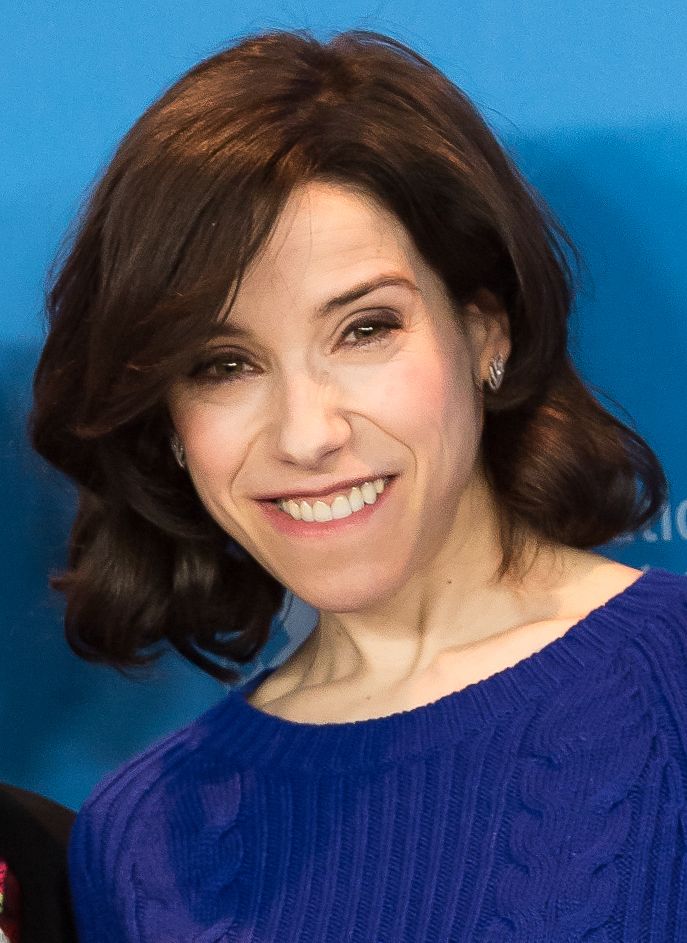
Sally Hawkins, vítězka v kategorii nejlepší ženský herecký výkon v hlavní roli (komedie/muzikál)

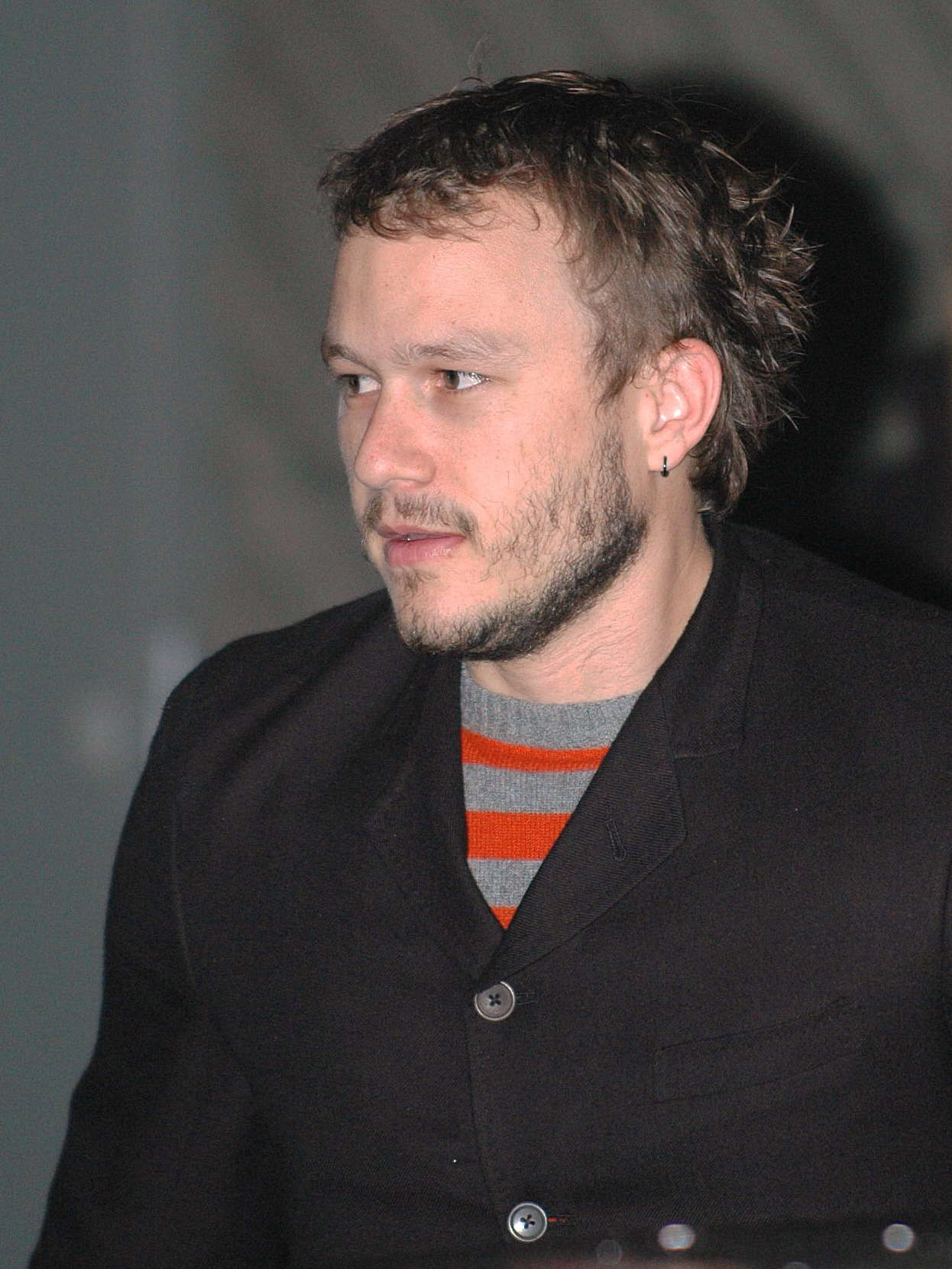
Heath Ledger, vítěz v kategorii nejlepší mužský herecký výkon ve vedlejší roli

### Filmové počiny
| Nejlepší film (drama) | Nejlepší film (komedie / muzikál) |
| --- | --- |
| - Milionář z chatrče - Podivuhodný případ Bejamina Buttona - Duel Frost/Nixon - Nouzový východ - Predčítač | - Vicky Cristina Barcelona - Po přečtení splate - Happy-Go-Lucky - V Bruggách - Mamma Miaǃ |
| Nejlepší herec (drama) | Nejlepší herečka (drama) |
| - Mickey Rourke– Wrestler - Sean Penn – Milk - Frank Langella – Duel Frost/Nixon - Leonardo DiCaprio – Nouzový východ - Brad Pitt – Podivuhodný případ Bejamina Buttona | - Kate Winsletová – Nouzový východ - Meryl Streepová – Pochyby - Angelina Jolie – Výměna - Kristin Scott Thomas – Tak dlouho tě miluji - Anne Hathawayová – Rachel se vdává                         |
| Nejlepší herec (komedie / muzikál) | Nejlepší herečka (komedie / muzikál) |
| - Colin Farrell – V Bruggách - Javier Bardem – Vicky Cristina Barcelona - James Franco – Travička zelená - Brendan Gleeson – V Bruggách - Dustin Hoffman – Poslední šance na lásku                                                                                                  | - Sally Hawkins – Happy-Go-Lucky - Meryl Streepová – Mamma Miaǃ - Rebecca Hallová – Vicky Cristina Barcelona - Frances McDormandová – Po přečtení spalte - Emma Thompsonová – Poslední čas na lásku |
| Nejlepší herec ve vedlejší roli | Nejlepší herečka ve vedlejší roli |
| - Heath Ledger – Temný rytíř - Robert Downey Jr. – Tropická bouře - Philip Seymour Hoffman – Pochyby - Tom Cruise – Tropická bouře - Ralph Fiennes – Vévodkyně | - Kate Winsletová – Předčítač - Penélope Cruz – Vicky Cristina Barcelona - Amy Adamsová – Pochyby - Viola Davis – Pochyby - Marisa Tomei – Wrestler                                                 |
| Nejlepší režie | Nejlepší scénář |
| - Milionář z chatrče – Danny Boyle - Predčítač– Stephen Daldry - Podivuhodný případ Bejamina Buttona – David Fincher - Nouzový východ – Sam Mendes - Duel Frost/Nixon – Ron Howard                                                                                                  | - Milionář z chatrče – Simon Beaufoy - Výměna – J. Michael Straczynski - Podivuhodný případ Bejamina Buttona – Eric Roth a Robin Swicord - Duel Frost/Nixon – Peter Morgan - Předčítač – David Hare |
| Nejlepší filmová píseň | Nejlepší hudba |
| - „The Wrestler“ – Bruce Springsteen – Wrestler - „I Thought I Lost You“ – Miley Cyrusová a John Travolta – Bolt – pes pro každý případ - „Once in a Lifetime“ – Beyoncé – Cadillac Records - „Gran Torino“ – Jamie Cullum – Gran Torino - „Down to Earth“ – Peter Gabriel – Vall-I | - Milionář z chatrče – Allah Rakkha Rahman - Podivuhodný případ Bejamina Buttona – Alexandre Desplat - Výměna – Clint Eastwood - Odpor – James Newton Howard - Duel Frost/Nixon – Hans Zimmer       |
| Nejlepší cizojazyčný film | Nejlepší animovaný film |
| - Valčík s Bašírem - Baader Meinhof Complex - Tak dlouho tě miluji - Gomora - Věčné okamžiky Marie Larssonové | - VALL-I - Bolt – pes pro každý případ - Kung Fu Panda |

### Televizní počiny
| Nejlepší televizní seriál (drama) | Nejlepší televizní seriál (komedie) |
| --- | --- |
| Šílenci z Manhattanu - Dexter - Dr. House - V odborné péči - Pravá krev | Studio 30 Rock - Californication - Vincentův svět - Kancl - Tráva |
| Nejlepší herec v seriálu (drama) | Nejlepší herečka v seriálu (drama) |

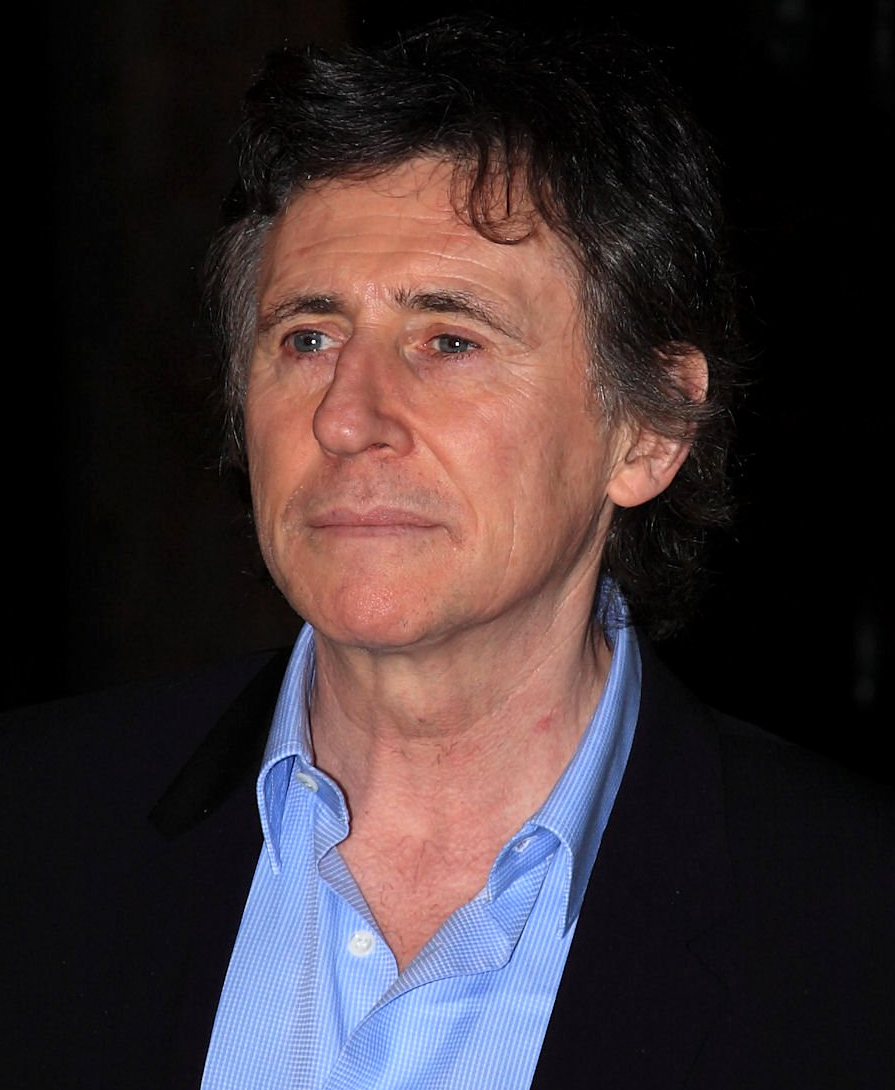
Gabriel Byrne, vítěz v kategorii nejlepší mužský herecký výkon v hlavní roli (drama)

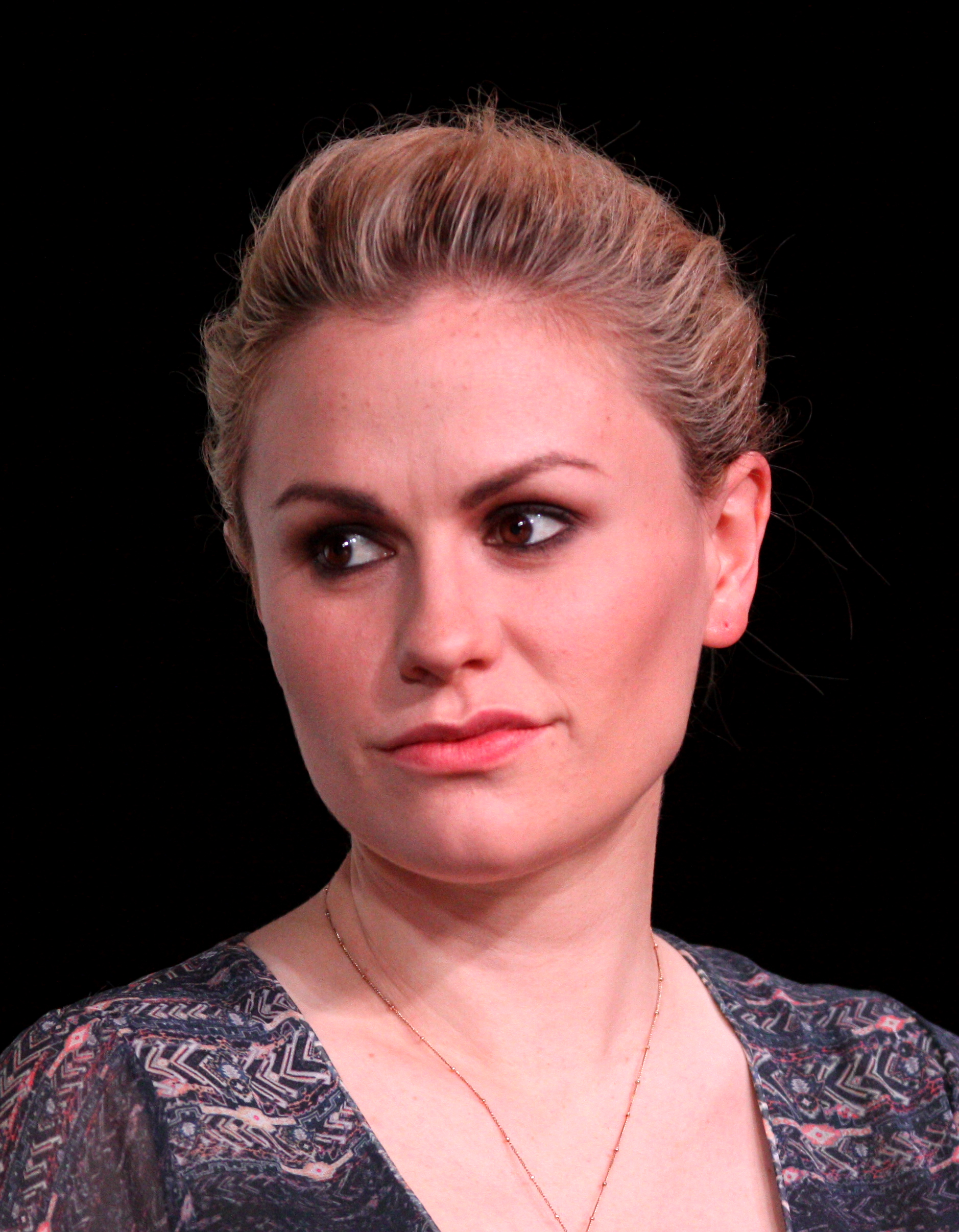
Anna Paquin, vítězka v kategorii nejlepší ženský herecký výkon v hlavní roli (drama)

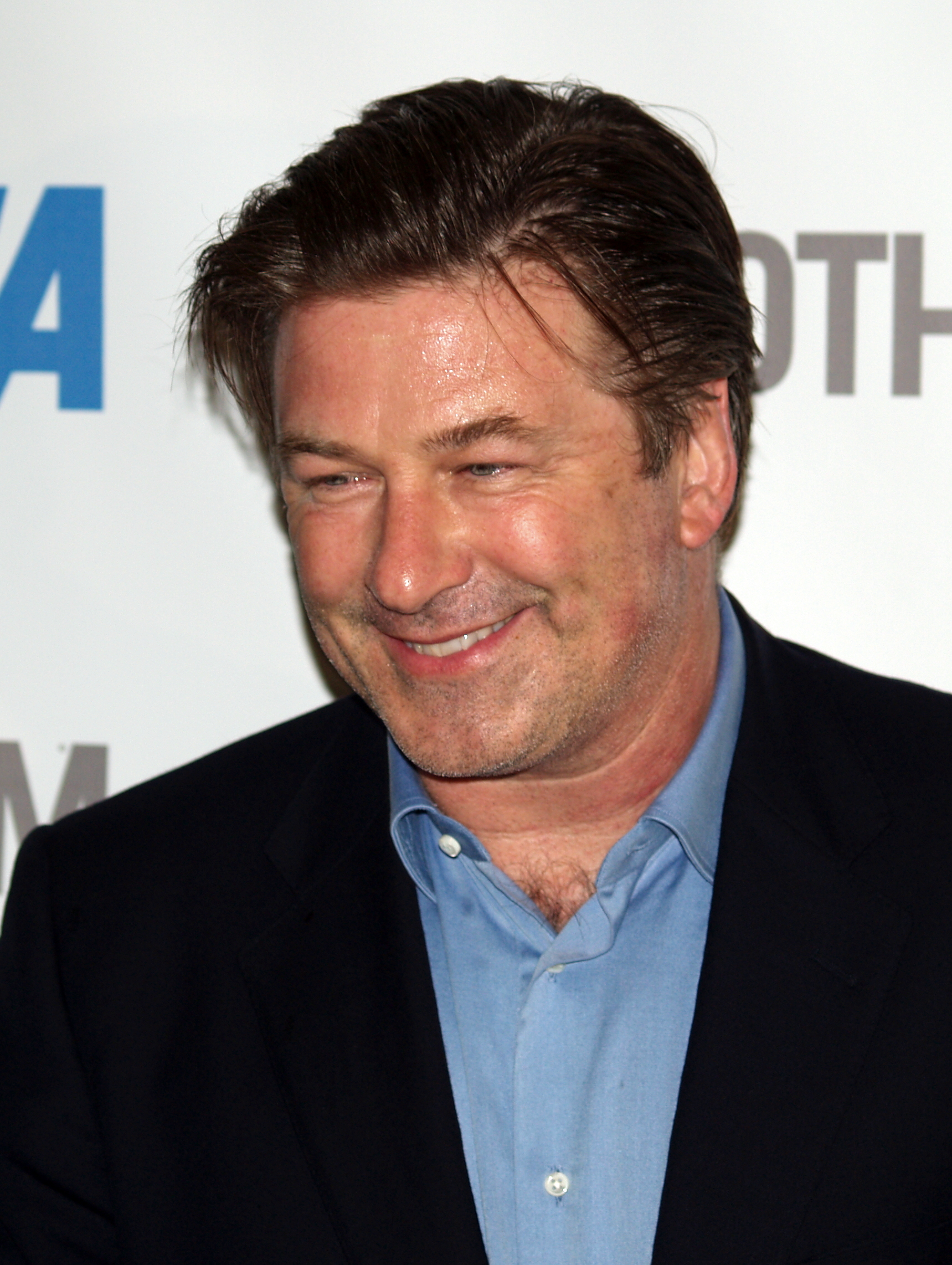
Alec Baldwin, vítěz v kategorii nejlepší mužský herecký výkon v hlavní roli (muzikál/komedie)

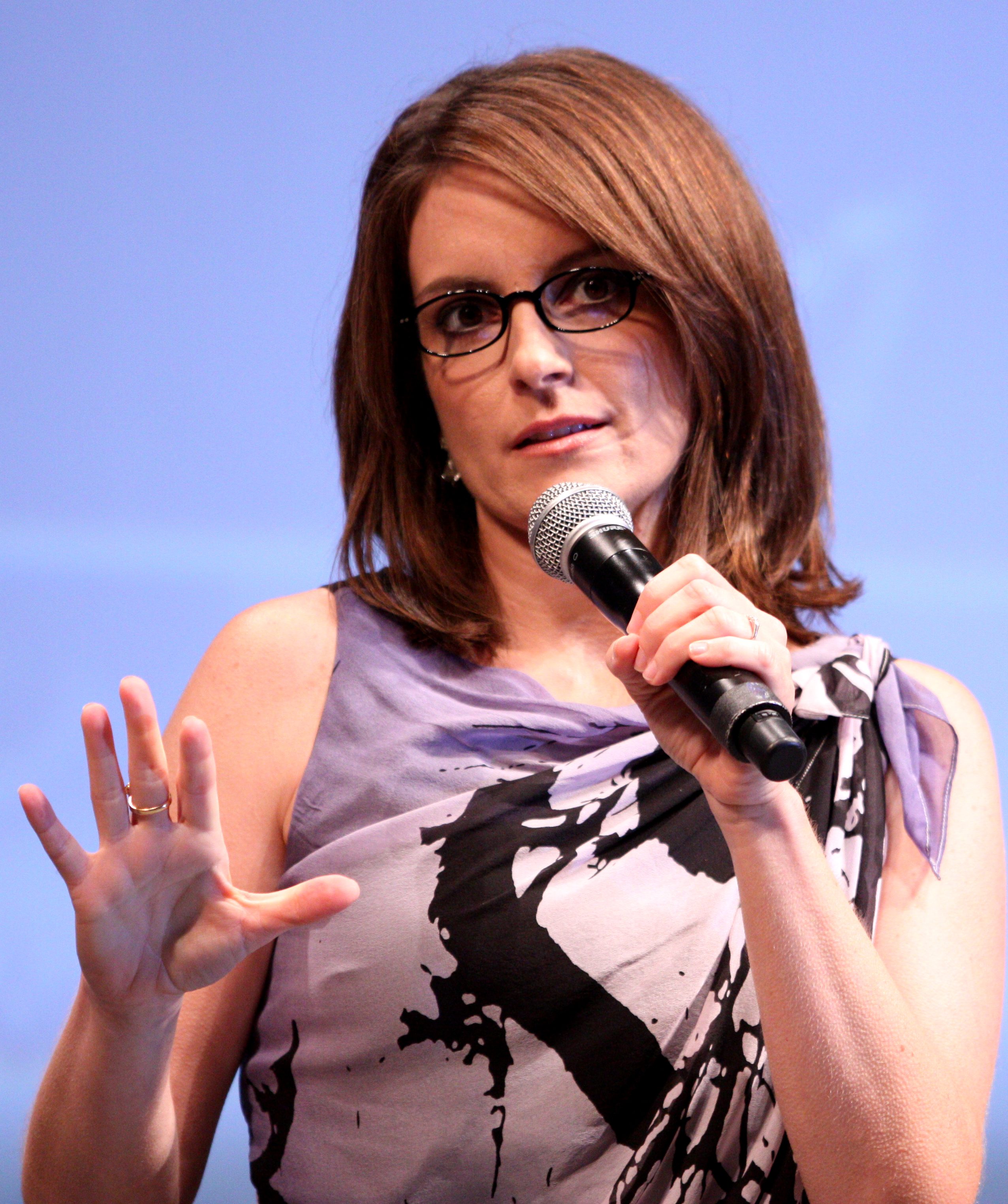
Tina Fey, vítězka v kategorii nejlepší ženský herecký výkon v hlavní roli (muzikál/komedie)

| Gabriel Byrne – V odborné péči jako Dr. Paul Weston - Michael C. Hall – Dexter jako Dexter Morgan - Jon Hamm – Šílenci z Manhattanu jako Don Draper - Hugh Laurie – Dr. House jako Dr. Gregory House - Jonathan Rhys Meyers – Tudorovci jako Henry VIII                              | Anna Paquin – Pravá krev jako Sookie Stackhouse - Sally Fieldová – Bratři a sestry jako Nora Walker - Mariska Hargitay – Zákon a pořádek: Útvar pro zvláštní oběti jako detektiv Olivia Benson - January Jones – Šílenci z Manhattanu jako Betty Draper - Kyra Sedgwick – Closer Brenda Leigh Johnson |
| Nejlepší herec v seriálu (komedie / muzikál) | Nejlepší herečka v seriálu (komedie / muzikál) |
| Alec Baldwin – Studio 30 Rock jako Jack Donaghy - Steve Carell – Kancl jako Michael Scott - Kevin Connolly – Vincentův svět jako Eric Murphy - David Duchovny – Californication jako Hank Moody - Tony Shalhoub – Můj přítel Monk jako Adrian Monk                                   | Tina Fey – Studio 30 Rock jako Liz Lemon - Christina Applegate – Samantha Who? jako Samantha 'Sam' Newly - America Ferrera – Ošklivka Betty jako Betty Suarez - Debra Messingová – Odložená žena jako Molly Kagan - Mary-Louise Parker – Tráva jako Nancy Botwin                                      |
| Nejlepší minisérie nebo TV film | |
| John Adams - Bernard a Doris - Cranford - Zatmění slunce - Nové sčítání hlasů | |
| Nejlepší herecv minisérii nebo TV filmu | Nejlepší herečka v minisérii nebo TV filmu |
| Paul Giamatti – John Adams jako John Adams - Ralph Fiennes – Bernard a Doris jako Bernard Lafferty - Kevin Spacey – Nové sčítání hlasů jako Ron Klain - Kiefer Sutherland – 24 hodin: Vykoupení jako Jack Bauer - Tom Wilkinson – Nové sčítání hlasů jako James Baker                | Laura Linneyová – John Adams jako Abigail Adamsová - Catherine Keener – Americký zločin jako Gertrude Baniszewski - Shirley MacLaine – Coco Chanel jako Coco Chanel - Susan Sarandonová – Bernard a Doris jako Doris Duke - Judi Denchová – Cranford jako Matilda 'Matty' Jenkyns                     |
| Nejlepší vedlejší herec v seriálu, minisérii nebo TV filmu | Nejlepší vedlejší herečka v seriálu, minisérii nebo TV filmu |
| Tom Wilkinson – John Adams jako Benjamin Franklin - Neil Patrick Harris – Jak jsem poznal vaši matku jako Barney Stinson - Denis Leary – Nové sčítání hlasů jako Michael Whouley - Jeremy Piven – Vincentův svět jako Ari Gold - Blair Underwood – V odborné péči jako s Alex Prince | Laura Dernová – Nové sčítání hlasů jako Katherine Harris - Eileen Atkins – Cranford jako Deborah Jenkyns - Melissa Georgeová – V odborné péči jako Laura Hill - Rachel Griffiths – Bratři a sestry jako Sarah Walker - Dianne Wiest – V odborné péči jako Gina                                        |

## Předávající
- Simon Baker
- Elizabeth Banksová
- Sacha Baron Cohen
- Drew Barrymoreová
- Sandra Bullock
- Glenn Close
- Tom Cruise
- Patrick Dempsey
- Johnny Depp
- Cameron Diaz
- David Duchovny
- Aaron Eckhart
- Zac Efron
- Ricky Gervais
- Laurence Fishburne
- Megan Fox
- Maggie Gyllenhaal
- Dustin Hoffman
- Terrence Howard
- Jonas Brothers
- Jane Krakowski
- Jessica Lange
- Blake Lively
- Eva Longoria
- Jennifer Lopez
- Demi Moore
- Hayden Panettiere
- Chris Pine
- Frieda Pinto
- Amy Poehlerová
- Zachary Quinto
- Seth Rogen
- Susan Sarandonová
- Martin Scorsese
- Sting
- Emma Thompsonová
- Mark Wahlberg
- Rainn Wilson
- Shahrukh Khan